# Андреевский (река)
Андреевский — река в России, протекает по Кавалеровскому району Приморского края. Длина реки — 11 км.
Начинается в гористой местности на южном склоне вершины 1108 м. Течёт сначала на юго-запад, потом — на юг параллельно Дорожной. У подножия горы Зимовочной поворачивает на северо-запад. Андреевский впадает в Дорожную справа в 35 км от её устья.
Из лесных пород в бассейне Болотного преобладают ель, берёза, пихта, кедр, ильм.

## Данные водного реестра
По данным государственного водного реестра России относится к Амурскому бассейновому округу, водохозяйственный участок реки — Уссури от истока до впадения реки Большая Уссурка без реки Сунгача, речной подбассейн реки — Уссури (российская часть бассейна). Речной бассейн реки — Амур.
Код объекта в государственном водном реестре — 20030700212118100052773.